# Liste der Biografien/Kolt
Liste der Biografien |
Portal Biografien |
Personensuche
# |
A |
B |
C |
D |
E |
F |
G |
H |
I |
J |
K |
L |
M |
N |
O |
P |
Q |
R |
S |
T |
U |
V |
W |
X |
Y |
Z |
?
 
Ka |
Kb |
Kc |
Kd |
Ke |
Kf |
Kg |
Kh |
Ki |
Kj |
Kl |
Km |
Kn |
Ko |
Kp |
Kr |
Ks |
Kt |
Ku |
Kv |
Kw |
Ky |
Kx |
Kz
 
Koa |
Kob |
Koc |
Kod |
Koe |
Kof |
Kog |
Koh |
Koi |
Koj |
Kok |
Kol |
Kom |
Kon |
Koo |
Kop |
Kor |
Kos |
Kot |
Kou |
Kov |
Kow |
Kox |
Koy |
Koz
 
Kola |
Kolb |
Kolc |
Kold |
Kole |
Kolf |
Kolg |
Kolh |
Koli |
Kolj |
Kolk |
Koll |
Kolm |
Koln |
Kolo |
Kolp |
Kolr |
Kols |
Kolt |
Kolu |
Kolv |
Kolw |
Koly |
Kolz
Die Liste der Biografien führt alle Personen auf, die in der deutschsprachigen Wikipedia einen Artikel haben. Dieses ist eine Teilliste mit 45 Einträgen von Personen, deren Namen mit den Buchstaben „Kolt“ beginnt.

## Kolt

### Kolta
- Kolta, Kamal Sabri (1930–2023), ägyptischer Ägyptologe und Medizinhistoriker
- Koltai, Henrik (* 1913), ungarischer Weitspringer
- Koltai, Lajos (* 1946), ungarischer Kameramann und Filmregisseur
- Koltai, Róbert (* 1943), ungarischer Schauspieler und Regisseur
- Koltai, Sandra (* 1982), deutsche Schauspielerin
- Koltanowski, George (1903–2000), belgisch-US-amerikanischer Schachspieler
- Kołtaś, Karol (* 1961), polnischer Nordischer Kombinierer

### Kolte
- Kolter, Joseph P. (1926–2019), US-amerikanischer Politiker
- Költer, Konrad, deutscher Lehrer, Rektor der Heilbronner Lateinschule (1492–1527)
- Kolter, Max (1900–1945), thüringischer Politiker (CDU)
- Kolter, Werner (* 1949), deutscher Politiker (SPD)
- Koltermann, Eckard (* 1958), deutscher Bassklarinettist
- Koltermann, Guido (* 1974), deutscher Fußballtorhüter
- Koltermann, Jens-Olaf (* 1958), deutscher Offizier, Brigadegeneral des Heeres
- Koltermann, Lars (* 1972), deutscher Rudertrainer, Sportfunktionär und Rechtsanwalt
- Koltermann, Rainer (1931–2009), deutscher Philosoph
- Kolters, Charlotte (* 1979), dänische Triathletin
- Kolterud, Sverre (1908–1996), norwegischer Nordischer Kombinierer
- Koltès, Bernard-Marie (1948–1989), französischer Dramatiker und Theaterregisseur

### Kolth
- Kolthoff, Gustaf (1845–1913), schwedischer Ornithologe und Forschungsreisender
- Kolthoff, Izaak (1894–1993), niederländisch-US-amerikanischer Chemiker

### Kolti
- Koltitz, August Gottlob Friedrich (1728–1799), deutscher evangelischer Theologe

### Koltr
- Költringer, Hannes (* 1980), österreichischer Politiker (FPÖ), Landtagsabgeordneter

### Kolts
- Koltschak, Alexander Wassiljewitsch (1874–1920), russischer AdmiralAlexander Wassiljewitsch Koltschak (1874–1920)

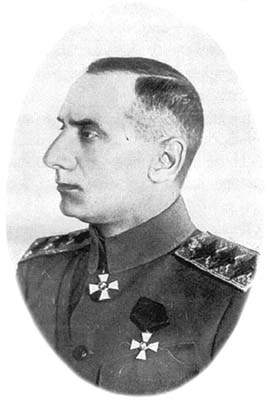
Alexander Wassiljewitsch Koltschak (1874–1920)

- Koltschanowa, Ljudmila Sergejewna (* 1979), russische Leichtathletin
- Koltschenko, Oleksandr (* 1989), ukrainischer Aktivist
- Koltschin, Boris Alexandrowitsch (1914–1984), russischer Historiker, Archäologe und Hochschullehrer
- Koltschin, Michail Andrejewitsch (1855–1906), russischer Autor
- Koltschin, Pawel Konstantinowitsch (1930–2010), sowjetischer Skilangläufer
- Koltschina, Alewtina Pawlowna (1930–2022), sowjetische Skilangläuferin
- Koltschizki, Nikolai Fjodorowitsch (1890–1961), russischer Erzpriester und leitender Kirchenbeamter der Russisch-Orthodoxen Kirche
- Koltschynskyj, Oleksandr (1955–2002), sowjetischer Ringer

### Koltu
- Koltuk, Zeynep (* 1981), türkische Schauspielerin
- Koltun, Mychajlo (* 1949), ukrainischer Geistlicher, emeritierter Bischof von Sokal-Schowkwa
- Koltunowa, Julija Nikolajewna (* 1989), russische Wasserspringerin

### Koltz
- Koltz, Anise (1928–2023), luxemburgische Schriftstellerin
- Koltze, Jan (* 1963), deutscher Politiker (SPD), MdHB
- Koltzenburg, Oswald (1890–1956), deutscher Politiker (NDPD)
- Koltzenburg, Sebastian (* 1970), deutscher Chemiker
- Koltzk, Stephan (* 1978), deutscher Ruderer
- Køltzow, Liv (* 1945), norwegische Schriftstellerin
- Költzsch, Franz Heinrich (1861–1927), deutscher lutherischer Theologe und Politiker
- Költzsch, Georg W. (1938–2005), deutscher Kunsthistoriker und Museumsleiter
- Költzsch, Gregor (* 1978), deutscher Politiker (SPD), MdA
- Koltzsch, Rolf (1928–2023), deutscher Politiker (SPD), MdB